# Robin Söder
Robin Söder, född 1 april 1991 i Magra församling, Älvsborgs län, är en svensk före detta fotbollsspelare som avslutade sin professionella fotbollskarriär i IFK Göteborg.

## Klubbkarriär
Robin Söder är uppvuxen i byn Magra i Alingsås kommun, där han spelade fotboll i Magra IS och senare i grannklubben Sollebrunns AIK. Vid 11 års ålder flyttade han till Ellös på Orust där han tränade och spelade fotboll åren 2002-2006 med Morlanda GoIF. Han gjorde A-lagsdebut i Morlanda som 14-åring. Hösten 2006 lånades han ut till Stenungsunds IF dit han också övergick 2007. Han flyttade från Ellös då han värvades till IFK Göteborgs u-lag inför säsongen 2008.
Söder gjorde allsvensk debut som inhoppare redan som 17-åring, sommaren 2008, utan att ännu ha kontrakt med IFK:s a-lag. I andra allsvenska matchen, även nu inhoppare, gjorde Söder sitt första allsvenska mål (borta mot Djurgårdens IF den 12 juli 2008) vilket dessutom blev matchens segermål. Några dagar senare gjorde han mål i Champions League-kvalet. Han gjorde även mål i sin första allsvenska match från start mot Gefle redan efter 8 minuter.
I augusti 2014 värvades Söder av danska Esbjerg fB, där han skrev på ett treårskontrakt. I maj 2017 värvades Söder av belgiska Lokeren, där han skrev på ett treårskontrakt.
I augusti 2018 återvände Söder till IFK Göteborg, där han skrev på ett 3,5-årskontrakt.
2018 blev han också utsedd till Årets ärkeängel av Supporterklubben Änglarnas medlemmar.
I november 2021 meddelade Söder att han troligtvis lägger skorna på hyllan på grund av alla ådragna skador de senaste åren. Den 27 november 2021 meddelade Söder att han inte ämnar förlänga sitt kontrakt med IFK Göteborg som spelare.
I samband med lagets sista hemmamatch säsongen 2021, som spelades den 28 november mot Östersunds FK, hyllades han efter matchen för sina insatser i klubben där han gjort elva säsonger. Efter att avslutat sin spelarkarriär fick Söder en roll som scout i IFK Göteborg.
Robin Söder började sedan i Trollhättan BoIS C-lag. 

## Landslagskarriär
Inom landslagsfotboll har Söder spelat pojklandskamper sedan 2006. Den 26 augusti 2008 blev han uttagen i det svenska U21-landslaget och debuterade därefter den 5 september 2008 som inhoppare (i 73:e minuten) i en träningslandskamp mot Polen på Grimsta IP i Stockholms västra förorter. I och med detta blev Robin historisk att som yngsta spelare göra debut i U21-landslaget.
I Robin Söders tredje U21-landskamp den 28 mars 2009 gjorde han sitt första U21-mål. Robin Söder blev den 23 maj 2009 uttagen i Sveriges U21 EM-trupp till U21-EM i fotboll i Sverige.
Den 12 januari 2020 debuterade Söder för Sveriges A-landslag i en 1–0-vinst över Kosovo.

## Meriter
- Pojklandslagskamper och mål: 19 / 9, per den 1 april 2008.
- Årets nykomling vid Fotbollsgalan 2008.
- Svenska Cupen-guld med IFK Göteborg.

| 2008, 2012/13, 2014/15, 2019/20 |

## Landskamper och mål
- 2009, U21: 1 / 1 (totalt 3 / 1 inom U21), per den 29 mars 2009.
- 2008, U21: 2 / 0 (totalt 2 / 0 inom U21)
- 2008, P17/91: 4 / 1 (totalt 19 / 9 inom pojk)
- 2007, P16/91: 11 / 6 (totalt 15 / 8 inom pojk)
- 2006, P15/91: 4 / 2 (totalt 4 / 2 inom pojk)